# Еклектизм

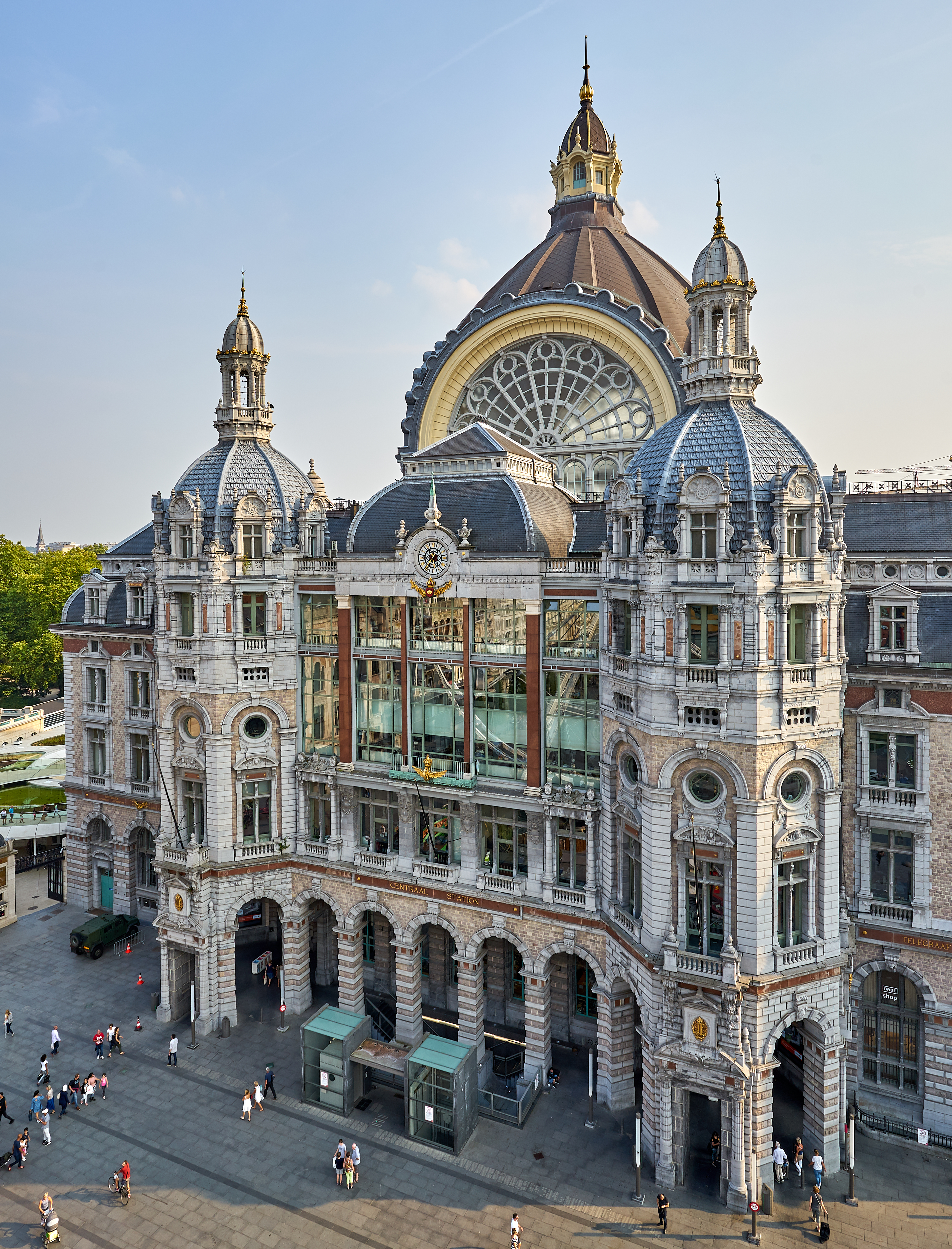
Центральна залізнична станція в Антверпені в еклетичному стилі.

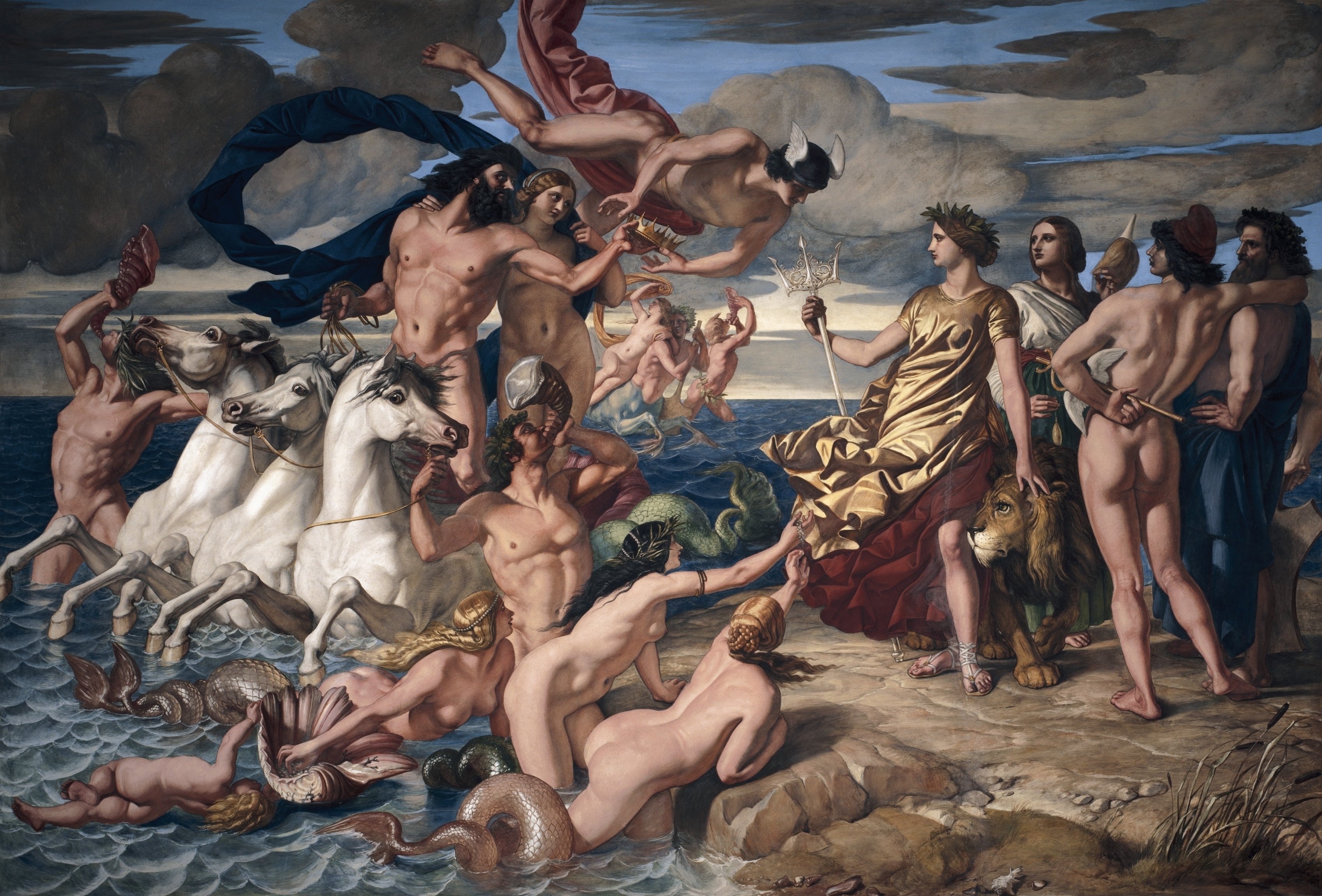
Вільям Дайс, «Нептун вітає Британію, володарку морів», 1847 рік.

Еклекти́зм, також екле́ктика, вибірковість (грец. εκλεκτός, «вибраний»; від грец. εκλέγω, «обирати») — у найширшому значенні — механічне поєднання в одному вченні різнорідних, органічно несумісних елементів, які запозичуються з протилежних концепцій.

## Філософія
Еклектизм був напрямом у давньогрецькій філософії доби еллінізму, в II столітті до н. е., для якого характерні поєднання елементів різних філософських систем і тенденція до нівелювання відмінностей між ученнями й школами.
Еклектизм був більш-менш поширений у школах епікурейців, стоїків, академіків, перипатетиків, кініків.

## Архітектура
В архітектурі та живописі еклектизм — це поєднання різнорідних стильових елементів чи довільний вибір стилістичного оформлення для будівель або художніх виробів, які мають якісно інше значення та призначення (використання історичних стилів в архітектурі та художній промисловості XIX століття).
- Вільям Дайс, британський художник, шотландець за походженням;
- Фердинанд Фельнер, австрійський архітектор;
- Бекетов Олексій Миколайович, український архітектор.

Фламандська опера, Антверпен, Бельгія, поч. XX ст.
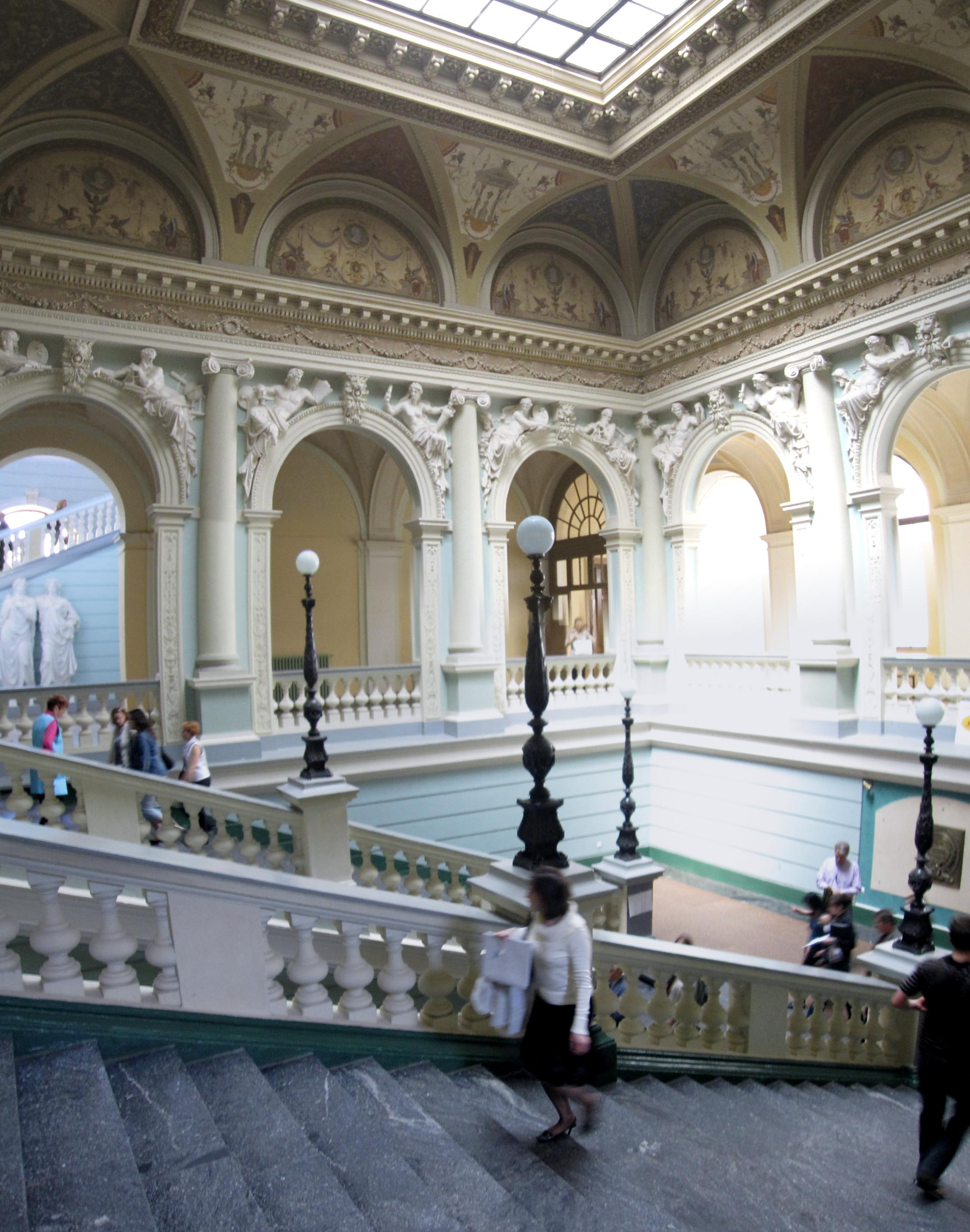
Національний університет «Львівська політехніка», Інтер'єр головного корпусу
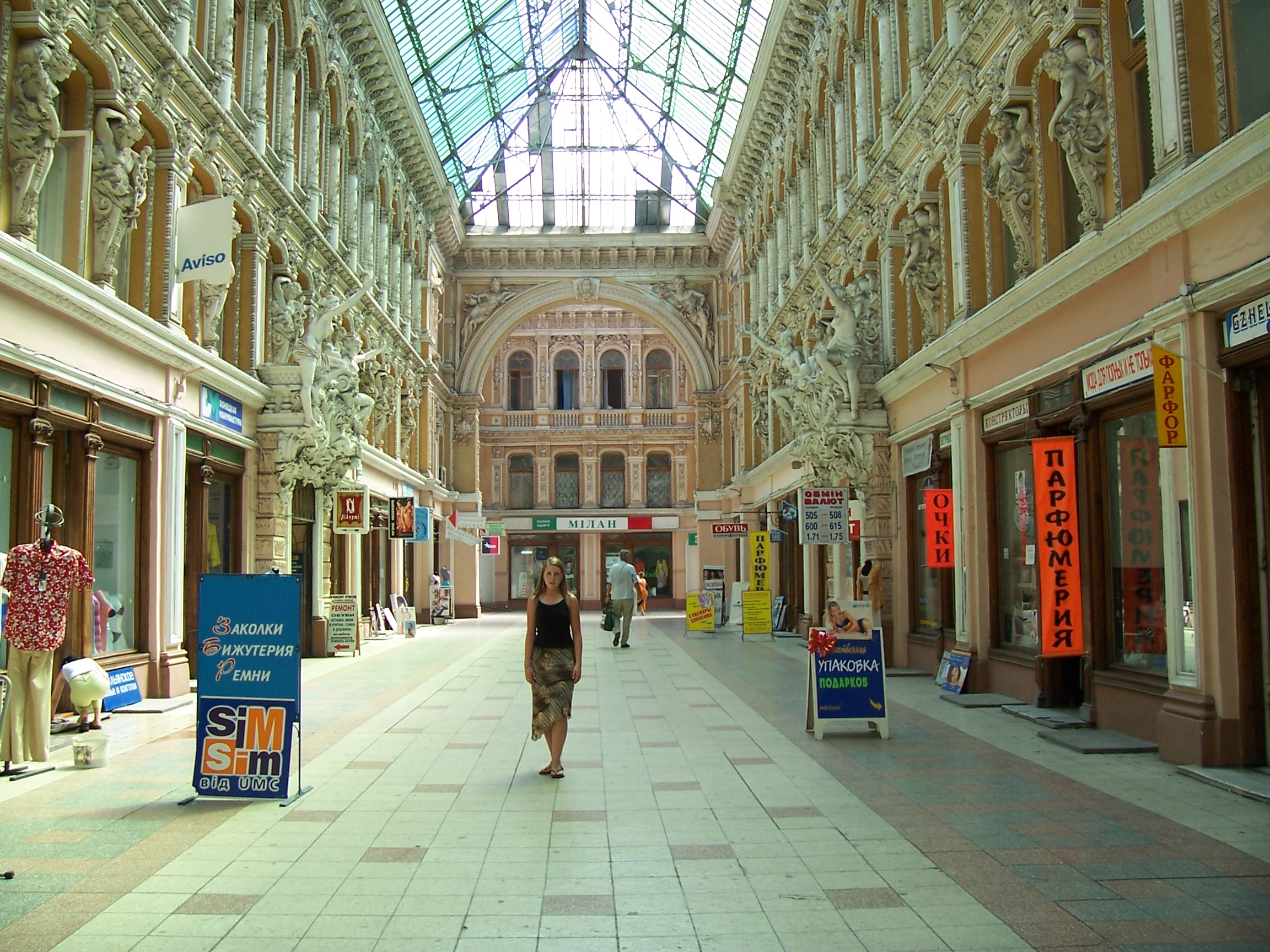
Пасаж (Одеса), інтер'єр.
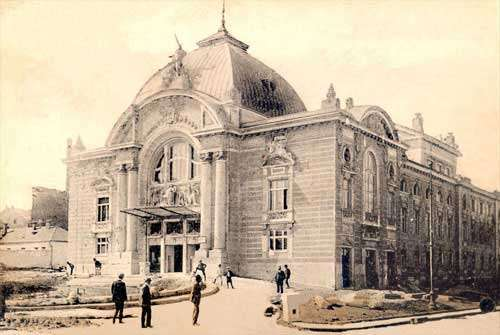
Фердинанд Фельнер, Оперний театр, Чернівці
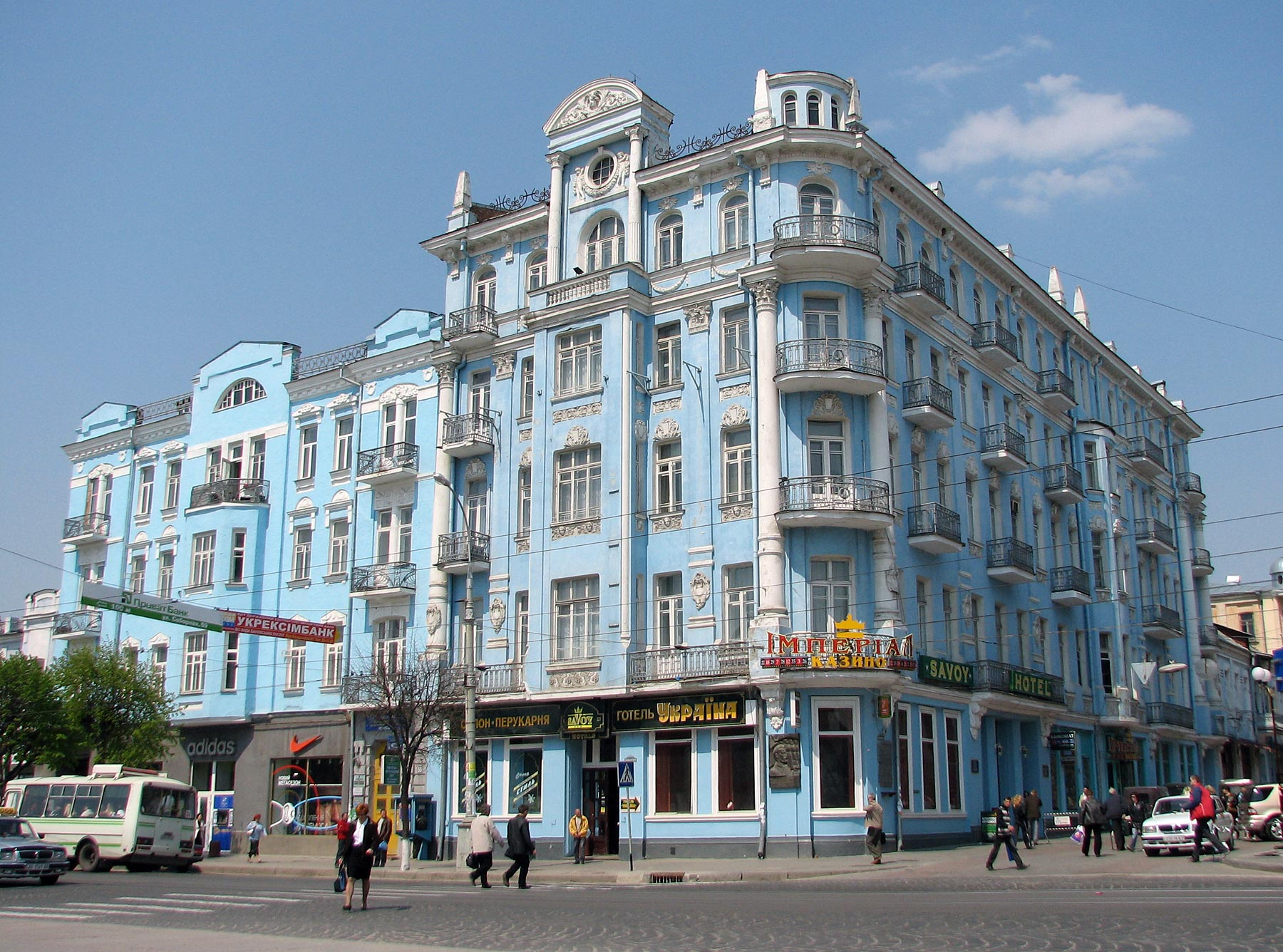
Григорій Артинов, Готель  «Савой», Вінниця

## Представники архітектури еклектики
- Готфрід Земпер (1803—1879);
- Лео фон Кленце (1784—1864);
- Шарль Гарньє (1825—1898);

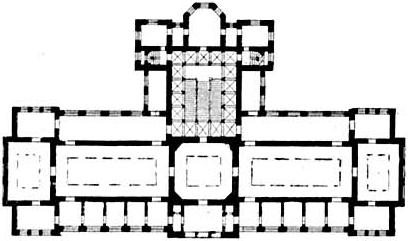
План Інституту мистецтв, Франкфурт, 1894, еклектика

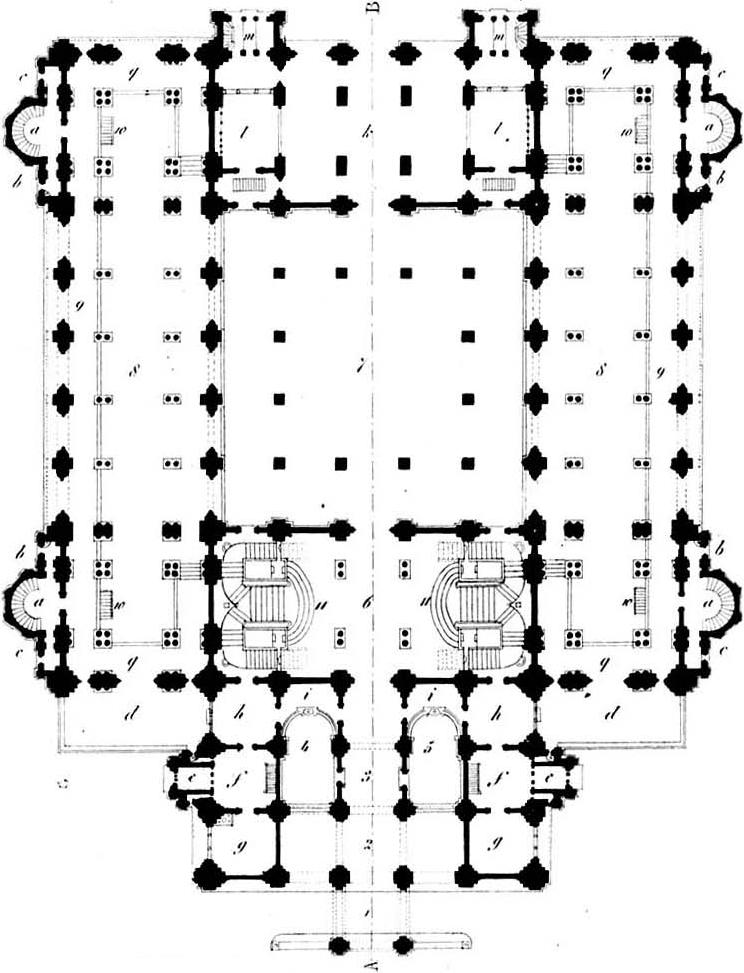
Теодор Коленбранден, умовний музей мистецтва та античності, 1865 р.

- Герман Готлиб Гельмер (1849—1919);
- Штакеншнейдер Андрій Іванович (1802—1865);
- Іпполіт Монігетті (1819—1878);
- Гаральд Юліус Боссе (1812—1894);
- Гартман Віктор Олександрович (1834—1873);
- Нілус Богдан Михайлович (1866 — ?);
- Ропет Іван Павлович (1845—1908);
- Померанцев Олександр Никанорович (1849—1918);
- Чичагов Дмитро Миколайович (1835—1894);
- Теодор Коленбранден (1841—1930);
- Бекетов Олексій Миколайович (1862—1941);
- Шретер Віктор Олександрович (1839—1901).